# Група армій кронпринца Німеччини
Група армій кронпринца Німеччини (нім. Heeresgruppe Deutscher Kronprinz) — група армій Імперської армії Німеччини за часів Першої світової війни.

## Історія
Група армій кронпринца Німеччини була сформована 1 серпня 1915 року на Західному фронті. До її складу входили:
з 1 серпня 1915 до квітня 1917 року
- 5-та армія (кронпринц Вільгельм; згодом — Евальд фон Лохов та Макс фон Гальвиц)
- Армійська група «A» (Людвіг фон Фалькенгаузен; згодом — Карл Людвіг д'Елса та Бруно фон Мудра)
- Армійська група «B» (Ганс Геде; згодом — Еріх фон Гюндель)
- Армійська група «C» (Герман фон Штранц; згодом — Макс фон Боен)
- 3-тя армія (26 вересня — 7 грудня 1915 та з липня 1916) (Карл фон Ейнем)

з квітня 1917 до лютого 1918 року
- 7-ма армія (Макс фон Боен)
- 1-ша армія (Фріц фон Белов)
- 3-тя армія (Карл фон Ейнем)
- 5-та армія (Макс фон Гальвиц)

з 4 лютого до 11 листопада 1918 року
- 7-ма армія (Макс фон Боен; згодом — Магнус фон Еберхардт)
- 1-ша армія (Фріц фон Белов; згодом — Бруно фон Мудра, Отто фон Белов та Магнус фон Еберхардт)
- 3-тя армія (Карл фон Ейнем)
- 18-та армія (крім 12 серпня — 8 жовтня 1918) (Оскар фон Гут'єр)